# Prunay-le-Gillon
Pour les articles homonymes, voir Prunay et Gillon.
Prunay-le-Gillon [pʁynɛ lə ʒilɔ̃] est une commune française située dans le département d'Eure-et-Loir, en région Centre-Val de Loire.

## Géographie

### Situation

Situation géographique
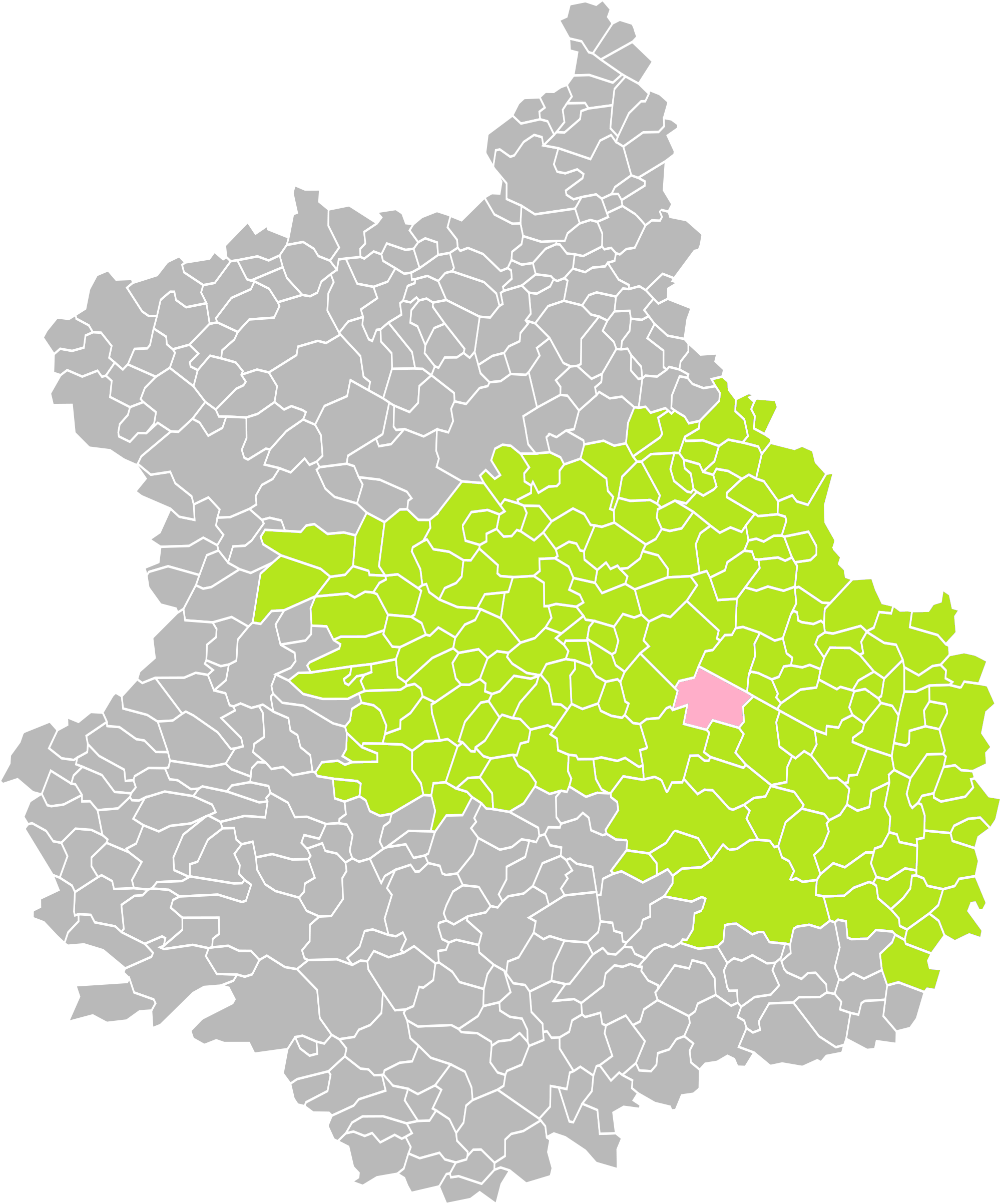
Prunay-le-Gillon dans son arrondissement.
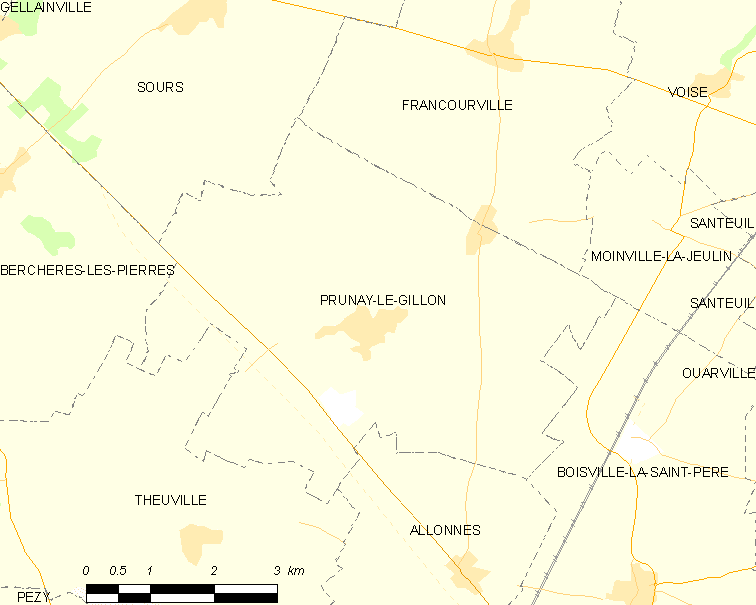
Carte de la commune de Prunay-le-Gillon.

### Communes limitrophes
| Sours                 | Francourville    | Moinville-la-Jeulin     |
| Berchères-les-Pierres | Prunay-le-Gillon |                         |
| Theuville             | Allonnes         | Boisville-la-Saint-Père |

### Lieux-dits et écarts
La commune de Prunay-le-Gillon inclut 5 hameaux :
- Boinville-au-Chemin ;
- Crossay ;
- Gérainville ;
- Frainville ;
- Ymorville (partiellement, en partage avec Allonnes).

### Climat
Pour des articles plus généraux, voir Climat du Centre-Val de Loire et Climat d'Eure-et-Loir.
En 2010, le climat de la commune est de type climat océanique dégradé des plaines du Centre et du Nord, selon une étude du CNRS s'appuyant sur une série de données couvrant la période 1971-2000. En 2020, Météo-France publie une typologie des climats de la France métropolitaine dans laquelle la commune est exposée à un climat océanique altéré et est dans la région climatique Sud-ouest du bassin Parisien, caractérisée par une faible pluviométrie, notamment au printemps (120 à 150 mm) et un hiver froid (3,5 °C).
Pour la période 1971-2000, la température annuelle moyenne est de 10,6 °C, avec une amplitude thermique annuelle de 15,1 °C. Le cumul annuel moyen de précipitations est de 634 mm, avec 10,7 jours de précipitations en janvier et 7,5 jours en juillet. Pour la période 1991-2020, la température moyenne annuelle observée sur la station météorologique de Météo-France la plus proche, sur la commune de Sours à 6 km à vol d'oiseau, est de 11,6 °C et le cumul annuel moyen de précipitations est de 587,6 mm,. Pour l'avenir, les paramètres climatiques de la commune estimés pour 2050 selon différents scénarios d'émission de gaz à effet de serre sont consultables sur un site dédié publié par Météo-France en novembre 2022.

## Urbanisme

### Typologie
Au 1er janvier 2024, Prunay-le-Gillon est catégorisée commune rurale à habitat dispersé, selon la nouvelle grille communale de densité à 7 niveaux définie par l'Insee en 2022.
Elle est située hors unité urbaine. Par ailleurs la commune fait partie de l'aire d'attraction de Chartres, dont elle est une commune de la couronne,. Cette aire, qui regroupe 117 communes, est catégorisée dans les aires de 50 000 à moins de 200 000 habitants,.

### Occupation des sols
L'occupation des sols de la commune, telle qu'elle ressort de la base de données européenne d’occupation biophysique des sols Corine Land Cover (CLC), est marquée par l'importance des territoires agricoles (97,3 % en 2018), une proportion identique à celle de 1990 (97,3 %). La répartition détaillée en 2018 est la suivante :
terres arables (96,3 %), zones urbanisées (2,7 %), zones agricoles hétérogènes (1 %).
L'IGN met par ailleurs à disposition un outil en ligne permettant de comparer l’évolution dans le temps de l’occupation des sols de la commune (ou de territoires à des échelles différentes). Plusieurs époques sont accessibles sous forme de cartes ou photos aériennes : la carte de Cassini (XVIIIe siècle), la carte d'état-major (1820-1866) et la période actuelle (1950 à aujourd'hui).

### Risques majeurs
Le territoire de la commune de Prunay-le-Gillon est vulnérable à différents aléas naturels : météorologiques (tempête, orage, neige, grand froid, canicule ou sécheresse), inondations, mouvements de terrains et séisme (sismicité très faible). Il est également exposé à un risque technologique, le transport de matières dangereuses. Un site publié par le BRGM permet d'évaluer simplement et rapidement les risques d'un bien localisé soit par son adresse soit par le numéro de sa parcelle.

#### Risques naturels
Certaines parties du territoire communal sont susceptibles d’être affectées par le risque d’inondation par débordement de cours d'eau, notamment le Meuvette et l'Aqueduc de l'Avre. La commune a été reconnue en état de catastrophe naturelle au titre des dommages causés par les inondations et coulées de boue survenues en 1999,.

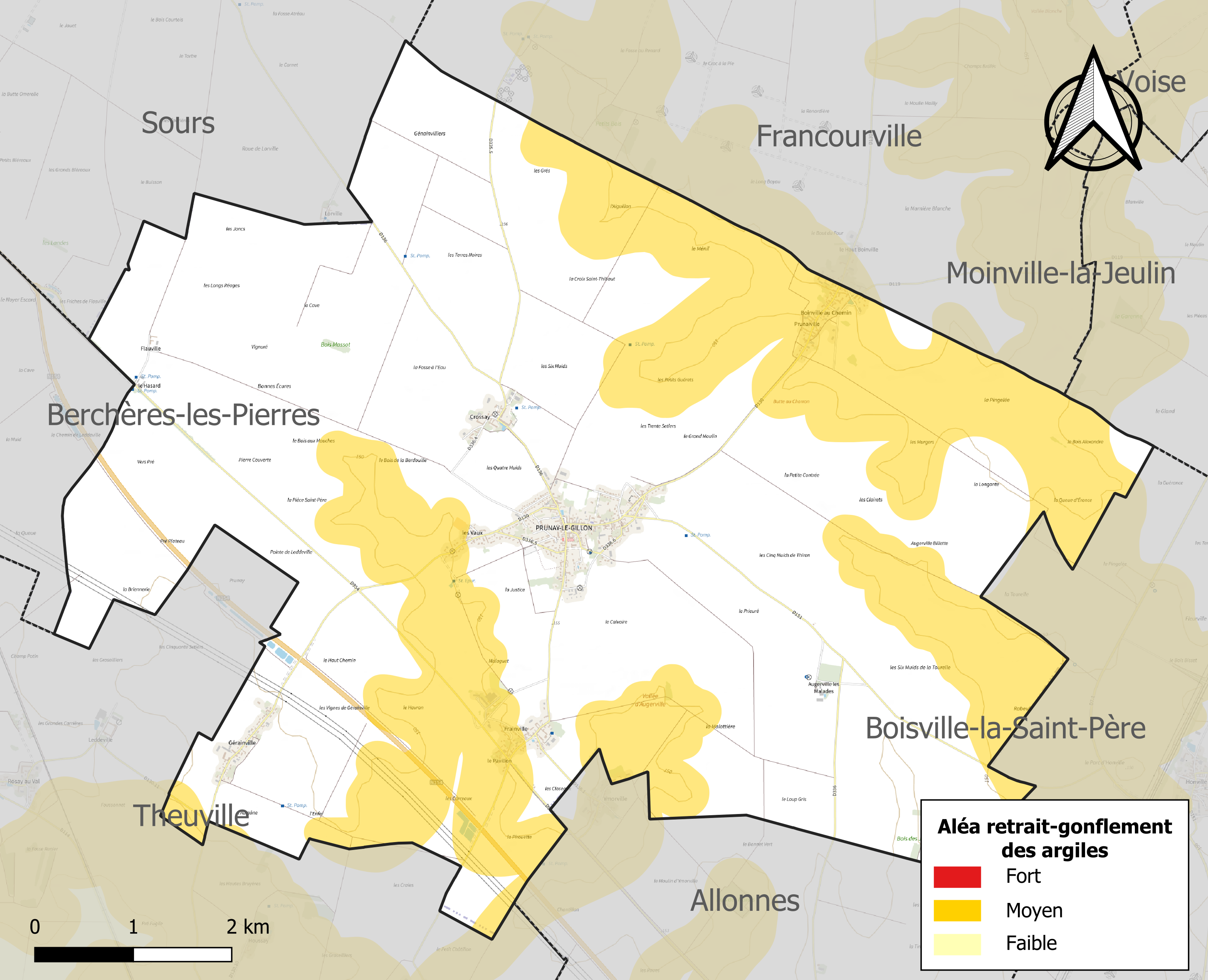
Carte des zones d'aléa retrait-gonflement des sols argileux de Prunay-le-Gillon.

Les mouvements de terrains susceptibles de se produire sur la commune sont des affaissements et effondrements liés aux cavités souterraines. L'inventaire national des cavités souterraines permet de localiser celles situées sur la commune.
Le retrait-gonflement des sols argileux est susceptible d'engendrer des dommages importants aux bâtiments en cas d’alternance de périodes de sécheresse et de pluie. 31,5 % de la superficie communale est en aléa moyen ou fort (52,8 % au niveau départemental et 48,5 % au niveau national). Sur les 502 bâtiments dénombrés sur la commune en 2019, 106 sont en aléa moyen ou fort, soit 21 %, à comparer aux 70 % au niveau départemental et 54 % au niveau national. Une cartographie de l'exposition du territoire national au retrait gonflement des sols argileux est disponible sur le site du BRGM,.
Concernant les mouvements de terrains, la commune a été reconnue en état de catastrophe naturelle au titre des dommages causés par des mouvements de terrain en 1999.

#### Risques technologiques
Le risque de transport de matières dangereuses sur la commune est lié à sa traversée par des infrastructures routières ou ferroviaires importantes ou la présence d'une canalisation de transport d'hydrocarbures. Un accident se produisant sur de telles infrastructures est en effet susceptible d’avoir des effets graves au bâti ou aux personnes jusqu’à 350 m, selon la nature du matériau transporté. Des dispositions d’urbanisme peuvent être préconisées en conséquence.

## Toponymie
Le nom de la localité est attesté sous les formes Pruneium vers 1125, Prunetum Gilonis en 1234, Pruneium en1238, Prunei en 1272, Prunoy en 1489.
Du latin prunus, lieu planté de pruniers. « Le prunelier de Gille », du latin prun-etum joint à un anthroponyme à signification seigneuriale dérivant du germanique Gilo.

## Histoire

### Ancien Régime

Blason de la famille de Menou

Armand-François de Menou est le seigneur de Prunay-le-Gillon et autres lieux en 1720.
En 1768, les terres de Prunay sont vendues au marquis de Kerrouant pour la somme de 250 000 livres.

### Époque contemporaine

#### XXesiècle
Entre le 29 janvier 1939 et le 8 février, plus de 2 000 réfugiés espagnols fuyant l'effondrement de la république espagnole devant les troupes de Franco, arrivent en Eure-et-Loir. Devant l'insuffisance des structures d'accueil (le camp de Lucé et la prison de Châteaudun rouverte pour l’occasion), 53 villages sont mis à contribution, dont Prunay-le-Gillon. Les réfugiés, essentiellement des femmes et des enfants (les hommes sont désarmés et retenus dans le sud de la France), sont soumis à une quarantaine stricte, vaccinés, le courrier est limité, le ravitaillement, s'il est peu varié et cuisiné à la française, est cependant assuré. Une partie des réfugiés rentrent en Espagne, incités par le gouvernement français qui facilite les conditions du retour, mais en décembre, 922 ont préféré rester et sont rassemblés à Dreux et Lucé.

## Politique et administration

### Liste des maires

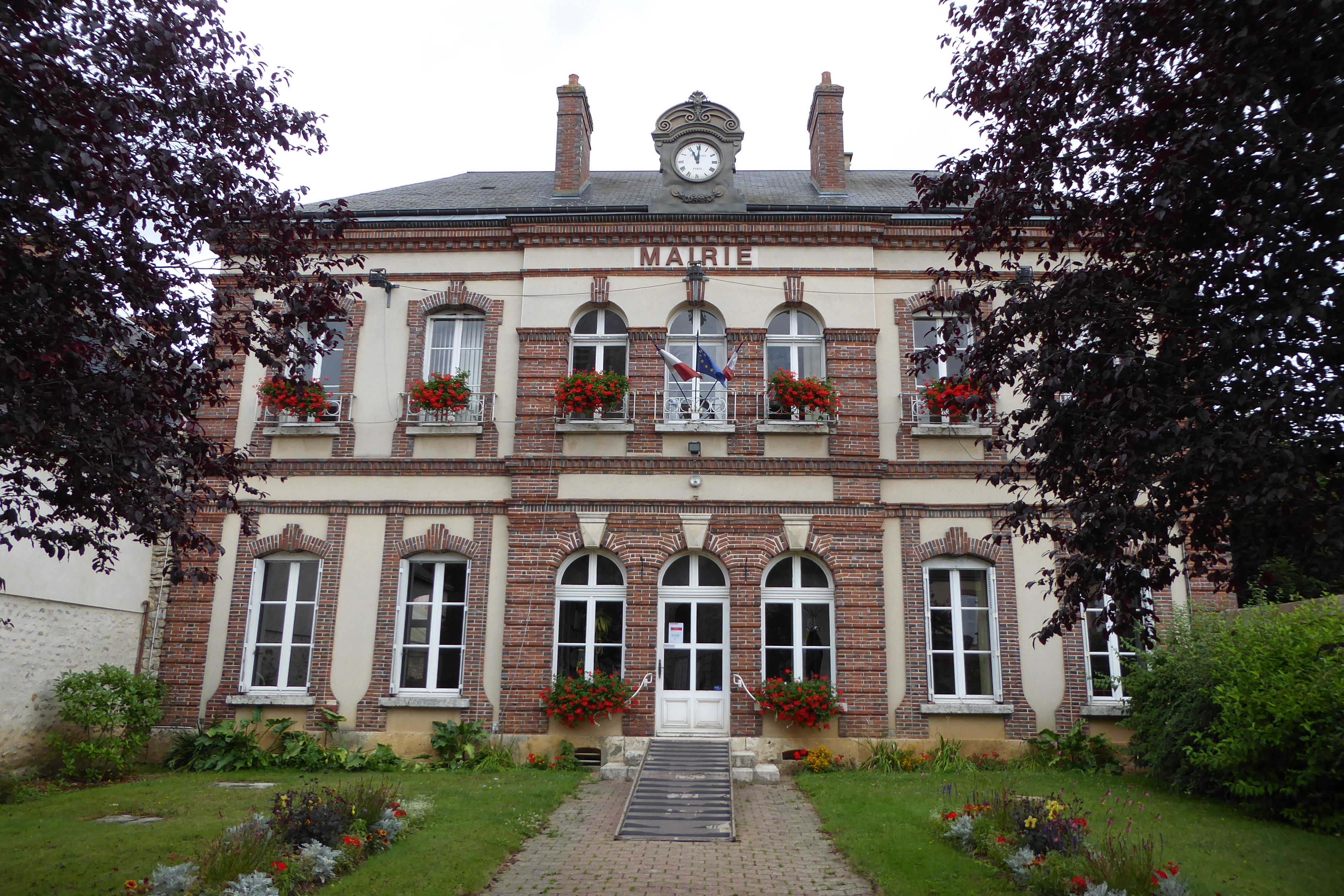
La mairie.

| Période                                  | Période        | Identité            | Étiquette | Qualité       |
| ---------------------------------------- | -------------- | ------------------- | --------- | ------------- |
| Les données manquantes sont à compléter. |                |                     |           |               |
| mars 2008                                | 28 juin 2020   | Jackie Ferré        | PS        | Fonctionnaire |
| 29 juin 2020                             | 2 octobre 2020 | Délégation spéciale |           |               |
| 2 octobre 2020                           | En cours       | Nicolas Vanneau     |           |               |

## Population et société

### Démographie
| 1793 | 1800  | 1806  | 1821  | 1831  | 1836  | 1841  | 1846  | 1851  |
| ---- | ----- | ----- | ----- | ----- | ----- | ----- | ----- | ----- |
| 998  | 1 086 | 1 037 | 1 145 | 1 282 | 1 205 | 1 238 | 1 303 | 1 339 |

| 1856  | 1861  | 1866  | 1872  | 1876  | 1881  | 1886  | 1891  | 1896  |
| ----- | ----- | ----- | ----- | ----- | ----- | ----- | ----- | ----- |
| 1 340 | 1 322 | 1 289 | 1 230 | 1 224 | 1 207 | 1 194 | 1 210 | 1 153 |

| 1901  | 1906  | 1911  | 1921 | 1926  | 1931  | 1936  | 1946 | 1954 |
| ----- | ----- | ----- | ---- | ----- | ----- | ----- | ---- | ---- |
| 1 129 | 1 134 | 1 110 | 990  | 1 002 | 1 005 | 1 006 | 898  | 806  |

| 1962 | 1968 | 1975 | 1982 | 1990 | 1999 | 2004 | 2006 | 2009 |
| ---- | ---- | ---- | ---- | ---- | ---- | ---- | ---- | ---- |
| 742  | 681  | 727  | 812  | 941  | 892  | 907  | 905  | 947  |

| 2014  | 2019  | 2022  | - | - | - | - | - | - |
| ----- | ----- | ----- | - | - | - | - | - | - |
| 1 062 | 1 071 | 1 155 | - | - | - | - | - | - |

## Culture locale et patrimoine

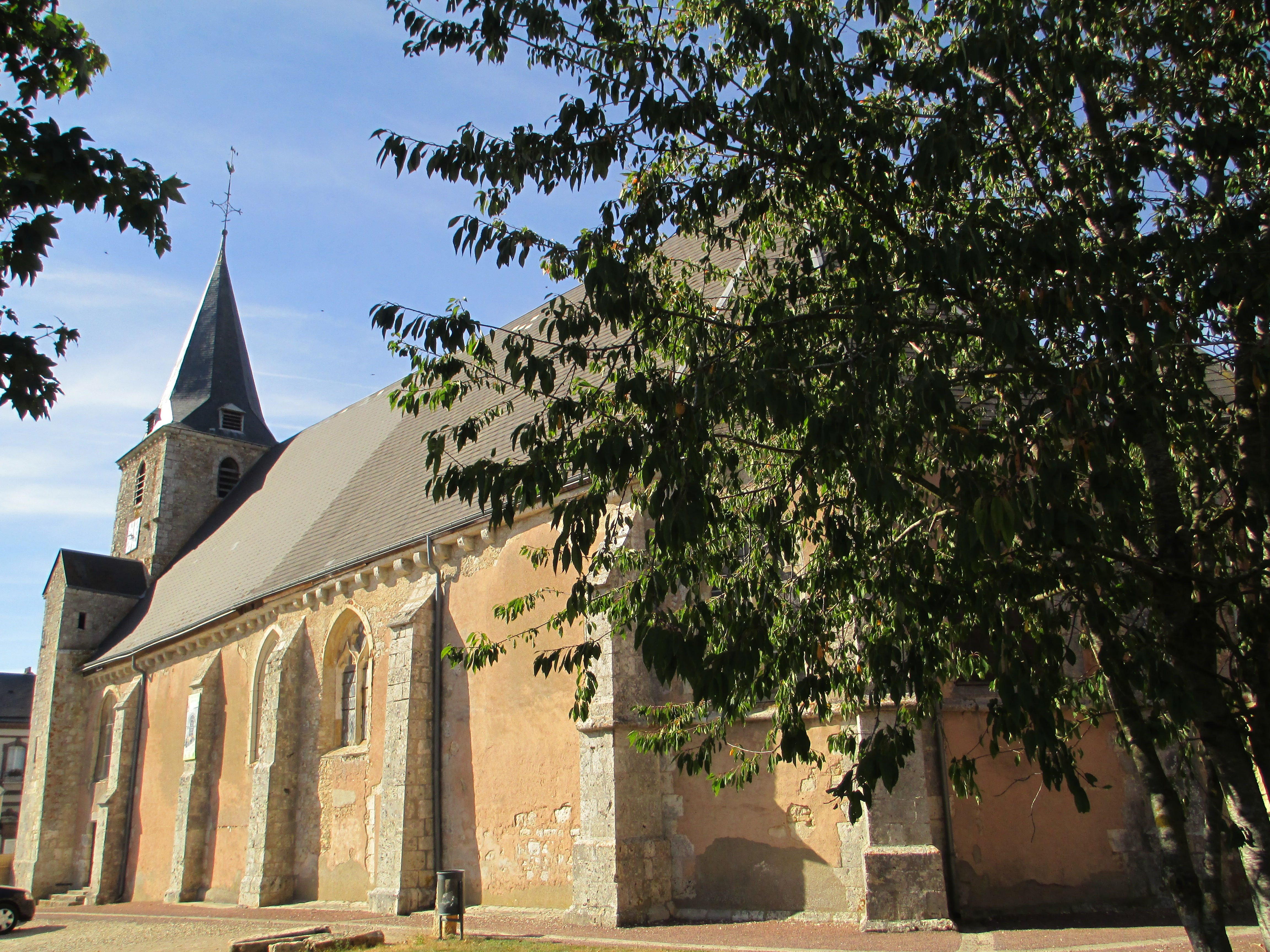
L'église Saint-Denis.

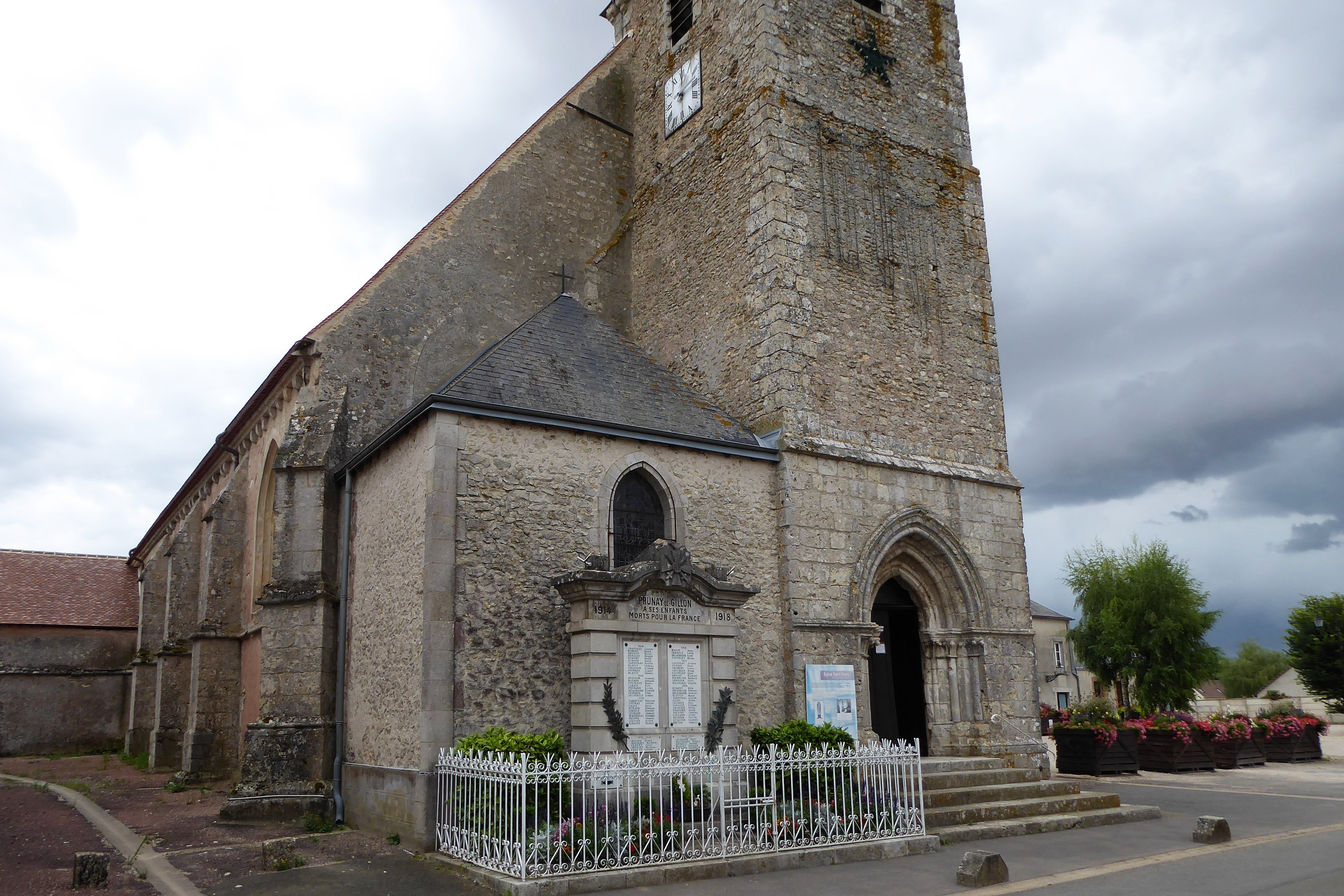
Monument aux morts et portail de l'église.

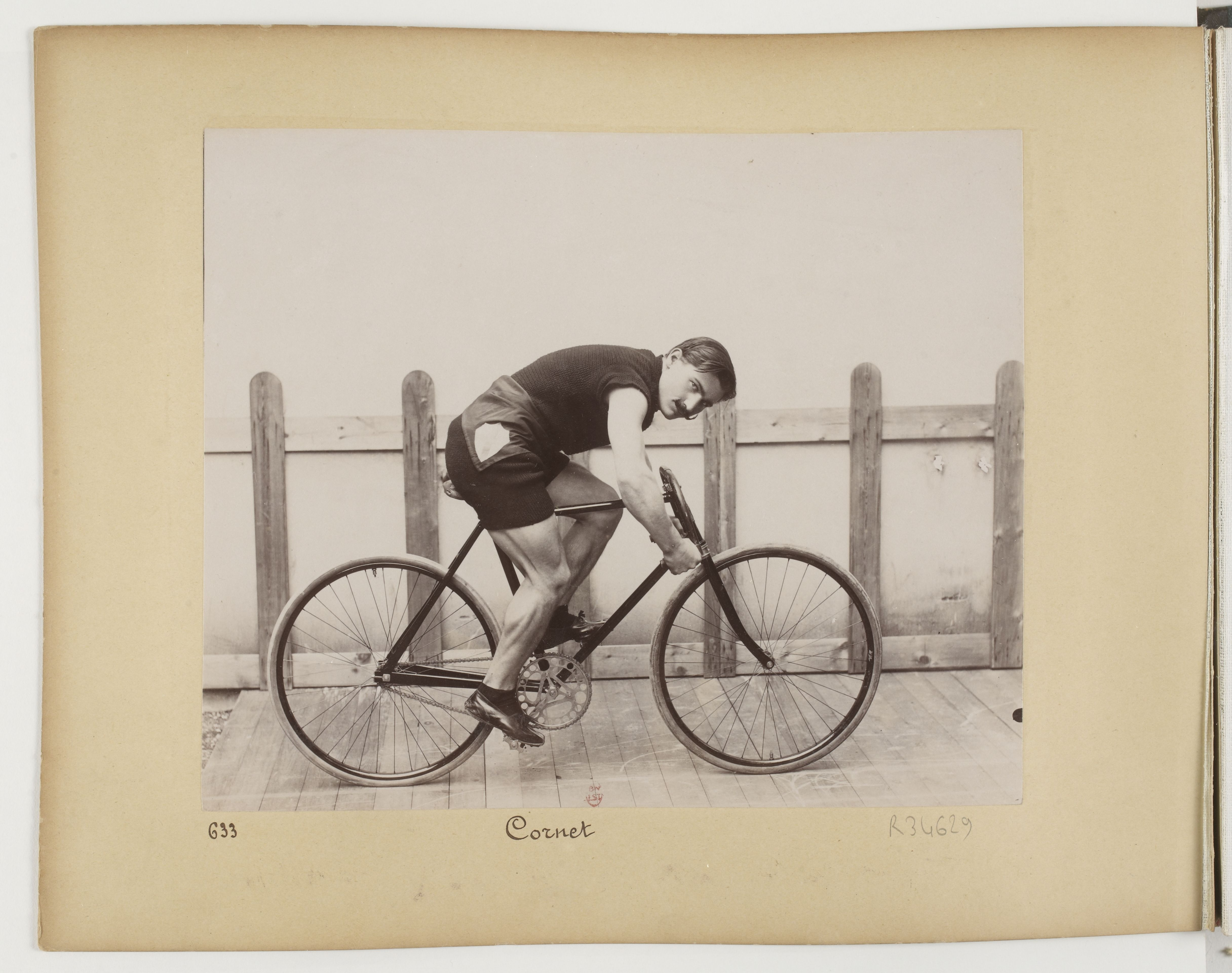
Henri Cornet.

### Lieux et monuments
- Église Saint-Denis, XIIIe siècle,  Classé MH (1920)  Inscrit MH (2010)[33].

- Monument aux morts, adossé à la façade ouest de l'église ;
- Grosse Pierre d'Ymorville.

### Personnalités liées à la commune
- Henri Cornet (1884 - 1941), plus jeune vainqueur du Tour de France cycliste, en 1904 à moins de 20 ans, a résidé à Prunay-le-Gillon après sa retraite. Il y est inhumé et une rue y porte son nom.

### Héraldique
| Blason de Prunay-le-Gillon | Blason  | De sinople aux dix annelets d'or ordonnés 3.3.3.1. |
| Blason de Prunay-le-Gillon | Détails | Le statut officiel du blason reste à déterminer.   |